# Jonathan Keates
Jonathan Keates FRSL (* 7. November 1946 in Paris) ist ein britischer Schriftsteller, der 1983 mit dem Hawthornden-Preis ausgezeichnet wurde.

## Leben
Nach dem Besuch der Bryanston School und einem Studium am Magdalen College der University of Oxford wurde er Englischlehrer an der City of London School.
Ende der 1970er Jahre begann er seine schriftstellerische Laufbahn als Autor von Geschichtsbüchern und verfasste im Laufe der Zeit mehrere vielbeachtete Biografien über Persönlichkeiten wie Georg Friedrich Händel, Henry Purcell und Stendhal, aber auch Reiseberichte über Italien.
Für seine Sammlung von Kurzgeschichten Allegro Postillions (1983) wurde ihm 1983 nicht nur der Hawthornden-Preis, sondern auch der James Tait Black Memorial Prize. Nach dem Roman The Stranger's Gallery (1987) und dem der Kurzgeschichtensammlung Soon to Be a Major Motion Picture (1997), erschien der Roman Smile Please (2000), eine Komödie in der homosexuellen Gesellschaft.
Keates verfasst außerdem regelmäßige Artikel für eine Reihe von Zeitungen und Zeitschriften wie The Observer und The Times Literary Supplement. Zuletzt erschien 2005 das Sachbuch The Siege of Venice, worin er das Auflehnen Venedigs als Repubblica di San Marco gegen die Vorherrschaft Österreichs darstellte.

## Weitere Veröffentlichungen
- Historic London, Mitautor Angelo Hornak, 1979
- Leeds Castle: An Illustrated Guide, Mitautor Angelo Hornak, 1979
- The Companion Guide to Shakespeare Country, 1979
- Canterbury Cathedral, 1980
- The Love of Italy, 1980
- Drawings and Sketches of Oxford by William Bird, 1983
- Handel: The Man and His Music, 1985[2]
- Tuscany, Fotografien Charlie Waite, 1988
- Italian Journeys, 1991
- Umbria, Fotografien Joe Cornish, 1991
- Stendhal, 1994
- Venice, 1994
- Purcell: A Biography, 1995
- William III & Mary II Partners in Revolution, 2015
- Short Stories, 2001

in deutscher Sprache
- Die Kathedrale von Canterbury, Originaltitel Canterbury Cathedral, 1980, ISBN 3-7845-6170-5
- Italien, Originaltitel The Love of Italy, 1981, ISBN 3-517-00749-8
- Georg Friedrich Händel, Originaltitel Handel: The Man and his Music, 1995, ISBN 2-213-59436-8